# Mason Vicentino
Mason Vicentino är en ort och var en kommun i provinsen Vicenza i regionen Veneto i Italien. Kommunen upphörde den 20 februari 2019 och bildade tillsammans med Molvena den nya kommunen Colceresa. Den tidigare kommunen hade 3 477 invånare (2018).